# 尾関梨香
尾関 梨香（おぜき りか、1997年〈平成9年〉10月7日 - ）は、日本の女性タレント、元アイドルであり、女性アイドルグループ・欅坂46、櫻坂46の元メンバーである。神奈川県出身。身長156.5 cm。血液型はO型。

## 略歴
1997年10月7日生まれ、神奈川県出身。
2015年8月21日、鳥居坂46改め欅坂46の1期生オーディションに合格。
2016年4月6日、欅坂46の1stシングル『サイレントマジョリティー』でCDデビュー。
2017年10月25日、欅坂46の5thシングル『風に吹かれても』で初フロントを務める。
2019年4月7日、長濱ねるに代わり、『欅坂46 こちら有楽町星空放送局』（ニッポン放送）の3代目メインパーソナリティに就任。
2020年3月、大学を卒業したことをブログにて報告した。
2021年5月7日、体調不良により、当面の間の活動休止と静養を公式サイトで発表。同年7月9日、同日より開催の『W-KEYAKI FES. 2021』にて復帰し、活動を再開。
2022年5月29日『櫻坂46 こちら有楽町星空放送局』のパーソナリティを卒業。同年6月14日、自身の公式ブログにて卒業発表、8月3日発売の1stアルバム『As you know?』の活動および9月11日に行われたファンイベントをもって櫻坂46を卒業し、芸能界を引退した。同年7月24日に富士急ハイランドコニファーフォレストで行われる『W-KEYAKI FES. 2022』最終日において6月11日に活動を終了した原田葵とともに卒業セレモニーを開催する予定だったが、一部櫻坂46メンバーの新型コロナウイルス陽性反応より中止が決定。8月20日に同地で振替公演として開催された『櫻坂46 W-KEYAKI FES. 2022』最終日のアンコールにおいて尾関と原田の卒業セレモニーもあわせて行われた。卒業セレモニーでは前身の欅坂46時代からの7年間の活動を「正直大変なことのほうが多かった」と振り返りながらも「この先もどんなことがあっても、みんなと何でも乗り越えられてきたから大丈夫」と語った。
2024年10月2日に集英社よりデジタル写真集『再会』をリリースし、2年ぶりに芸能復帰。

## 人物
日向坂46の潮紗理菜とは中学の同級生で、同じクラスのクラスメイトだった。
書道で特待生の段位を持っている。
グループの冠番組『欅って、書けない?』の陸上企画をきっかけに、独特な動きや言動が「尾関スタイル」と呼ばれている。
『欅って、書けない?』『そこ曲がったら、櫻坂?』のMCである澤部佑（ハライチ）と仲がよく、尾関が休業した時は番組において、澤部のために尾関の声が出るボタンと写真パネルが用意されたり、雑誌『Quick Japan』でハライチの特集が組まれた際に「澤部佑プロファイリング」の記事に尾関が参加したりといった関係がある。
好きなお笑い芸人として上田晋也（くりぃむしちゅー）を挙げているが、『くりぃむクイズ ミラクル9』に出演した際に、上田に対し「土田さん」と間違えてしまったことがある。
女優・モデルの岡本夏美とは友人関係にあり、岡本のSNSに何度か尾関が登場している。
趣味はさつまいもを食べること。農家の芋掘りのロケを渇望し、オファーを切望していた。

## 作品

### シングル
欅坂46
- サイレントマジョリティー（2016年4月6日、SRCL-9035/41） - EAN 4988009125916。
- 手を繋いで帰ろうか（2016年4月6日、SRCL-9035/41） - EAN 4988009125930。
- キミガイナイ（2016年4月6日、 SRCL-9041） - EAN 4988009125954。
- 世界には愛しかない（2016年8月10日、SRCL-9147/53） - EAN 4988009130835。
- 語るなら未来を…（2016年8月10日、SRCL-9147/52） - EAN 4988009130835。
- 二人セゾン（2016年11月30日、SRCL-9267/73） - EAN 4547366279375。
- 大人は信じてくれない（2016年11月30日、SRCL-9267/73） - EAN 4547366279375。
- 制服と太陽（2016年11月30日、SRCL-9267/8） - EAN 4547366279375。
- 不協和音（2017年4月5日、SRCL-9394/402） - EAN 4547366301250。
- W-KEYAKIZAKAの詩（2017年4月5日、SRCL-9394/402） - EAN 4547366301274。
- エキセントリック（2017年4月5日、SRCL-9402） - EAN 4547366301298。
- 風に吹かれても（2017年10月25日、SRCL-9581/9） - EAN 4547366331639。
- 避雷針（2017年10月25日、SRCL-9585/6） - EAN 4547366331653。
- ガラスを割れ!（2018年3月7日、SRCL-9736/44） - EAN 4547366350272。
- もう森へ帰ろうか?（2018年3月7日、SRCL-9736/44） - EAN 4547366350265。
- バスルームトラベル（2018年3月7日、SRCL-9742/3） - EAN 4547366350296。
- アンビバレント（2018年8月15日、SRCL-9922/30） - EAN 4547366371079。
- Student Dance（2018年8月15日、SRCL-9922/30） - EAN 4547366371079。
- I'm out（2018年8月15日、SRCL-9922/3） - EAN 4547366371079。
- 音楽室に片想い（2018年8月15日、SRCL-9928/9） - EAN 4547366371109。
- 黒い羊（2019年2月27日、SRCL-9983/91） - EAN 4547366383355。
- Nobody（2019年2月27日、SRCL-9983/4） - EAN 4547366383317。
- ごめんね クリスマス（2019年2月27日、SRCL-9989/90） - EAN 4547366383348。
- 誰がその鐘を鳴らすのか?（2020年8月21日）

櫻坂46
- Nobody's fault（2020年12月9日、SRCL-11620/8） - EAN 4547366481594。
- 最終の地下鉄に乗って（2020年12月9日、SRCL-11624/5） - EAN 4547366481617。
- ブルームーンキス （2020年12月9日、SRCL-11628） - EAN 4547366481631。
- 偶然の答え（2021年4月14日、SRCL-11748/56） - EAN 4547366498608。
- Microscope（2021年4月14日、SRCL-11752/3） - EAN 4547366498622。
- 櫻坂の詩（2021年4月14日、SRCL-11756） - EAN 4547366498646。
- ソニア （2021年10月13日、SRCL-11920/1） - EAN 4547366524567。
- 無言の宇宙（2021年10月13日、SRCL-11926/7） - EAN 4547366524598。
- 僕のジレンマ（2022年4月6日、SRCL-12130/8） - EAN 4547366549829。
- I'm in（2022年4月6日、SRCL-12130/1） - EAN 4547366549829。
- 車間距離（2022年4月6日、SRCL-12136/7） - EAN 4547366549850。

### アルバム
欅坂46
- 真っ白なものは汚したくなる（2017年7月19日、SRCL-9482/8） - EAN 4547366318470。
- 永遠より長い一瞬 〜あの頃、確かに存在した私たち〜（2020年10月7日、SRCL-11510/6） - EAN 4547366450224。

櫻坂46
- As you know?（2022年8月3日、SRCL-12174/9） - EAN 4547366567960。

### 映像作品
- 尾関梨香（2016年4月6日） - EAN 4988009125923。
- 尾関梨香（2016年8月10日） - EAN 4988009130835。
- 尾関梨香（2016年11月30日） - EAN 4547366279382。
- KEYABINGO!（2017年1月27日） - EAN 4988021715010。
- 尾関梨香（2017年4月5日） - EAN 4547366301267。
- 徳山大五郎を誰が殺したか?（2017年6月7日） - EAN 4517331036388。
- グループ発展祈願の旅 〜千葉編〜（2017年10月25日） - EAN 4547366331660。
- 残酷な観客達（2017年11月29日） - EAN 4988021715553。
- KEYABINGO!2（2017年12月22日） - EAN 4988021715522。
- 尾関梨香 自撮りTV（2018年3月7日） - EAN 4547366350272。
- KEYABINGO!3（2018年6月29日） - EAN 4988021715874。
- 尾関梨香×丹生明里（2018年8月15日） - EAN 4547366371079。
- 欅共和国2017（2018年9月26日） - EAN 4547366376791。
- 欅坂46 特典映像「KEYAKI HOUSE」（2019年2月27日） - EAN 4547366383317。
- 欅共和国2018（2019年8月14日） - EAN 4547366417258。
- 欅坂46 LIVE at 東京ドーム 〜ARENA TOUR 2019 FINAL〜（2020年1月29日）- EAN 4547366438758。
- 欅共和国2019（2020年8月12日） - EAN 4547366462937。
- 欅坂46 ANNIVERSARY LIVE Director's Cut Collection（2020年10月7日） - EAN 4547366450224。
- 欅坂46 ARENA TOUR Director's Cut Collection（2020年10月7日） - EAN 4547366450231。
- KEYAKIZAKA46 Live Online, but with YOU!（2020年12月9日）- EAN 4547366481594, EAN 4547366481600。
- 僕たちの嘘と真実 Documentary of 欅坂46（2021年2月3日） - EAN 4988104127983。
- 欅坂46 THE LAST LIVE（2021年3月24日） - EAN 4547366496833。
- 櫻坂46 デビューカウントダウンライブ!!（2021年4月14日） - EAN 4547366498608。
- Making of デビューカウントダウンライブ!!（2021年4月14日） - EAN 4547366498615。
- 尾関梨香×小林由依 SAKURA BANASHI 〜いま、話したいこと〜（2021年4月14日） - EAN 4547366498622。
- 上村莉菜×尾関梨香×原田葵 SAKURA MEGURI（2021年10月13日） - EAN 4547366524598。
- Sakurazaka46 3rd Single BACKS LIVE!! 〜Center Performance Collections〜 （2022年4月6日）- EAN 4547366549836, EAN 4547366549843, EAN 4547366549850。
- Sakurazaka46 1st TOUR 2021 FINAL at さいたまスーパーアリーナ（2022年8月3日） - EAN 4547366567960。
- W-KEYAKI FES. 2021 -DAY1- at 富士急ハイランド コニファーフォレスト（2022年8月3日） - EAN 4547366567977。

## 出演

### テレビドラマ
- 徳山大五郎を誰が殺したか?（2016年7月17日 - 10月2日、テレビ東京） - 尾関梨香 役[25]。
- 残酷な観客達（2017年5月18日 - 7月20日、日本テレビ） - 岡本優希 役[26]。

### ラジオ番組
- 櫻坂46 こちら有楽町星空放送局（2019年4月7日 - 2022年5月29日、ニッポン放送） - メインパーソナリティ[5]。
- 櫻坂46 尾関梨香のオールナイトニッポン0（ZERO）（2022年9月4日、ニッポン放送）[27]

## 書籍

### デジタル写真集
- 再会（2024年10月2日、集英社）[17]